# Cardiophorus barrosi
Cardiophorus barrosi là một loài bọ cánh cứng trong họ Elateridae. Loài này được Guérin miêu tả khoa học năm 1893.